# Габриэль, герцог Даларнский
Принц Габриэль Шведский, герцог Даларнский (Габриэль Карл Вальтер, род. 31 августа 2017) — второй ребёнок принца Карла Филиппа и Софии. Принц является шестым внуком короля Швеции Карла XVI и королевы Швеции Сильвии. У него есть старший брат — Александр.

## Биография
23 марта 2017 года стало известно, что принц Карл Филипп и его супруга принцесса София ожидают появления своего второго ребёнка. Также было сообщено, что он появится на свет в сентябре 2017 года. 31 августа 2017 года у Карла Филиппа и Софии родился сын, Габриэль Карл Вальтер, герцог Даларна. Малыш появился на свет в 11:24 по местному времени в госпитале Дандерюд с весом 3400 грамм и ростом 49 см.
Вечером рождение принца было отмечено салютом в 21 выстрел на острове Шеппсхольмен, напротив Стокгольмского дворца. Салюты также были произведены в Будене, Карлскруне и Гётеборге. Полное имя — Габриэль Карл Вальтер, и основной титул — герцог Даларнский были озвучены его дедом Карлом XVI Густавом 4 сентября 2017 года. Имя Габриэль ранее не встречалось в шведской королевской семье, Карл — старинное шведское имя, которое носят и отец, и дед принца. Имя Вальтер носил прадед принца, Вальтер Зоммерлат. Историческая провинция Швеции Даларна расположена в регионе Свеаланд, ранее титул герцогов носили принцы Август и Карл Юхан, лишённый титула из-за морганатического брака.
В честь рождения принца состоялся благодарственный молебен «Te Deum» 4 сентября 2017 года.
В силу закона об абсолютной примогенитуре, действующего в Швеции с 1980 года, занимает шестую позицию в порядке наследования шведского престола (после кронпринцессы Виктории, принцессы Эстель, принца Оскара, своего отца, принца Карла Филиппа и старшего брата Александра)
Принц был крещён 1 декабря 2017 года в королевской часовне во дворце Дроттнингхольм Его крёстными стали: принцесса Мадлен (тётя принца), Сара Хеллквист (тётя принца), Оскар Кульберг (друг и сотрудник принца Карла Филиппа), Каролина Пиль (подруга принцессы Софии), Томас де Толедо Зоммерлат (племянник королевы Сильвии).

## Награды
- Кавалер Ордена Серафимов (с рождения);
- Кавалер ордена Карла XIII (с рождения).

## Титул
- Его Королевское высочество, принц Габриэль Шведский, герцог Даларнский (до 7 октября 2019).
- С 7 октября 2019 согласно коммюнике об изменениях в шведском королевском доме принц Габриэль лишён звания Его Королевского Высочества; титулы принца и герцога Даларнского, пожалованные ему королём, за ним сохраняются. В дальнейшем от него также не будет ожидаться выполнение королевских обязанностей[4].